# Христов, Кирилл
Кирилл Генчев Христов (болг. Кирил Генчев Христов; 29 июня 1875, 12 июля 1875 или 23 июня 1875, Стара-Загора, Османская империя — 7 ноября 1944[…], София, Третье Болгарское царство) — болгарский писатель

, поэт,  драматург, переводчик,  журналист и педагог; участник (военный корреспондент) Первой и Второй Балканских войн и Первой мировой войны; отец геодезиста и астронома Владимира Кириллова Христова.

## Биография
Кирилл Христов родился летом 1875 года в Стара-Загоре, когда она ещё находилась под игом Османской империи. Учился в родном городе, затем в Самокове, Тырново и Софии. Рано остался сиротой и его опекунами стали два его дяди: офицер Георгий Абаджиев и Стефан Киров, профессор юридического факультета Софийского университета. В 1895 году он получил стипендию от военного министерства в Морской школе в Триесте, где ознакомился с работами классических и современных итальянских поэтов Данте Алигьери, Джакомо Леопарди, Джошу Кардуччи, Лоренцо Стекети, Габриеле Д'Анунцио. После годового пребывания в Италии он вернулся на родину. 
В 1897–1898 гг. Христов жил в Неаполе и Лейпциге, а затем стал преподавателем болгарского языка и болгарской литературы в Пражском университете. 
В 1900 году он преподавал в Шумене, а в 1901 году переехал в Софию и был откомандирован в колледж Софийского университета. Вместе с Антоном Страшимировым редактировал журнальчик «Наша жизнь» («Наш живот»). В 1904 году был обвинен в защите поэта Стояна Михайловского, условно осужденного за серию статей против болгарского царя Фердинанда I.

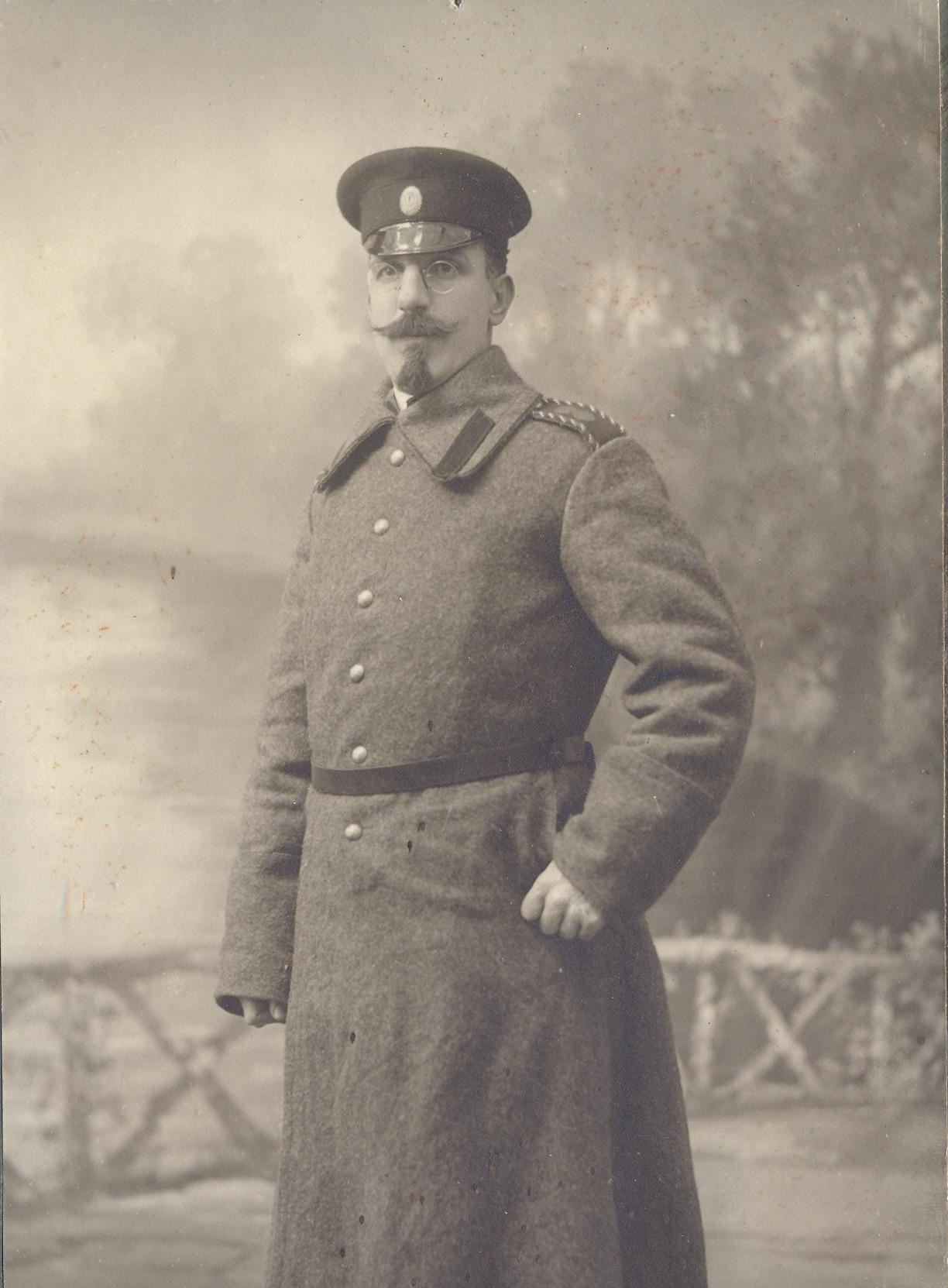
Кирилл Христов в военной форме во время Первой мировой войны

В сборниках стихотворений «Песни и въздишки» (1896) и «Трепети» (1897) самобытное творчество Христова обнаружилось очень ярко. В 1899 году вышли его «Вечерни сенки». Тонкий анализ душевных движений, тоска по вольной жизни и бурной молодости — главные особенности Христова. Маленькая родина с примитивными нравами кажется ему слишком узкой. Он покидает «торные дороги» и пускается в жизнь, где море, волны, где манит его девиз: «жени и вино — вино и жени» («Химн»). «Разумная жизнь, слава, идеалы» чужды Христову. Он опасается, что жизнь прекратится раньше, чем он успеет её познать. Более спокойным характером отличаются его стихотворения «На кръстопъть», в которых народные мотивы переплетаются с индивидуальными моментами. В 1905 году Христов написал: «Самодивска китка» (также народные мотивы) и «Стълпотворение», где символические картины вышли не такими удачными. Самобытностью и свежестью отличаются и его критические статьи. Лучшие стихотворения юного Христова, с предисловием Ивана Вазова, вошли в сборник «Избрани стихотворения» (1904).
Во время Первой и Второй Балканских войн и Первой мировой войны Христов был военным корреспондентом в газете «Военные сообщения», что не могло не наложить свой отпечаток на его дальнейшее творчество. Крайне политизированная «Большая советская энциклопедия» довольно холодно оценила его ранние труды, а о последующей литературной деятельности Христича отозвалась так: «В наст. время идеолог фашистской буржуазии (поэма «Геда на Балканите», 1930, и др.)». 
Кирилл Генчев Христов умер 7 ноября 1944 года из-за злокачественной опухоли в лёгких в болгарской столице.
Заслуги писателя перед отечеством были отмечены болгарским орденом «За гражданские заслуги».